# 嘉義公園尿尿小童
23°29′00″N 120°27′49″E / 23.483365°N 120.463694°E
嘉義公園尿尿小童，是位於臺灣嘉義市嘉義公園的比利時尿尿小童仿製品，為1935年始政四十周年記念臺灣博覽會所設。

## 由來
嘉義公園的尿尿小童在大門進入往左側，在日治時期的臺灣博覽會照片便有出現。據聞當年比利時贈送兩座給嘉義市，其中一尊下落不明。
市民江多里、塗英志等與雲林科技大學文化資產維護系三名學者調查，此像非一般模組形塑，為銅製材質。樣貌與位于比利时的原作幾乎一樣，但比原像高約三十公分而达到高度九十公分。
至2001年時，市府文化局長賴萬鎮因不知道嘉義公園此尊尿尿小童像由來，還望民眾提供文獻。嘉義市人文關懷協會在嘉義公園於2002年8月17日到9月14日的周六日舉行導覽前，總幹事余國信及執行長陳世岸便因這疑題先問了歐陽文。

## 情感
對一些嘉義市人來說，嘉義公園的尿尿小童代表了童年的回憶。東門圓環水池也在1970年時設了四尊尿尿小童。
1998年4月10日，新黨立委朱惠良在立法院為總質詢公共藝術經費不足，擺出頭部形似蕭萬長、身子是尿尿小童的道具，並戲稱是「尿尿老蕭」，讓蕭院長忍俊不住。剛好，蕭萬長小時侯便是住在北社尾保安宮旁的嘉義市人。
2002年9月1日，嘉義人文關懷協會替此像穿上衣服，並頒給榮譽市民證。11月3日，嘉義公園啟用九十一年時，由大同國小二年級學童麥容菀代表，許願尿尿小童永留在此。
2012年12月5日，嘉义市議員蔡文旭在市政總質詢上，質疑市府都市行銷與在地經營不及格，市區內包括嘉義公園的尿尿小童、甚至市花豔紫荊都跟嘉義無關。2017年5月22日，蔡文旭又質詢此像缺乏在地化。時任嘉義市政府文化局局長的洪孟楷，便投稿《聯合報》撰文理論。

## 維護

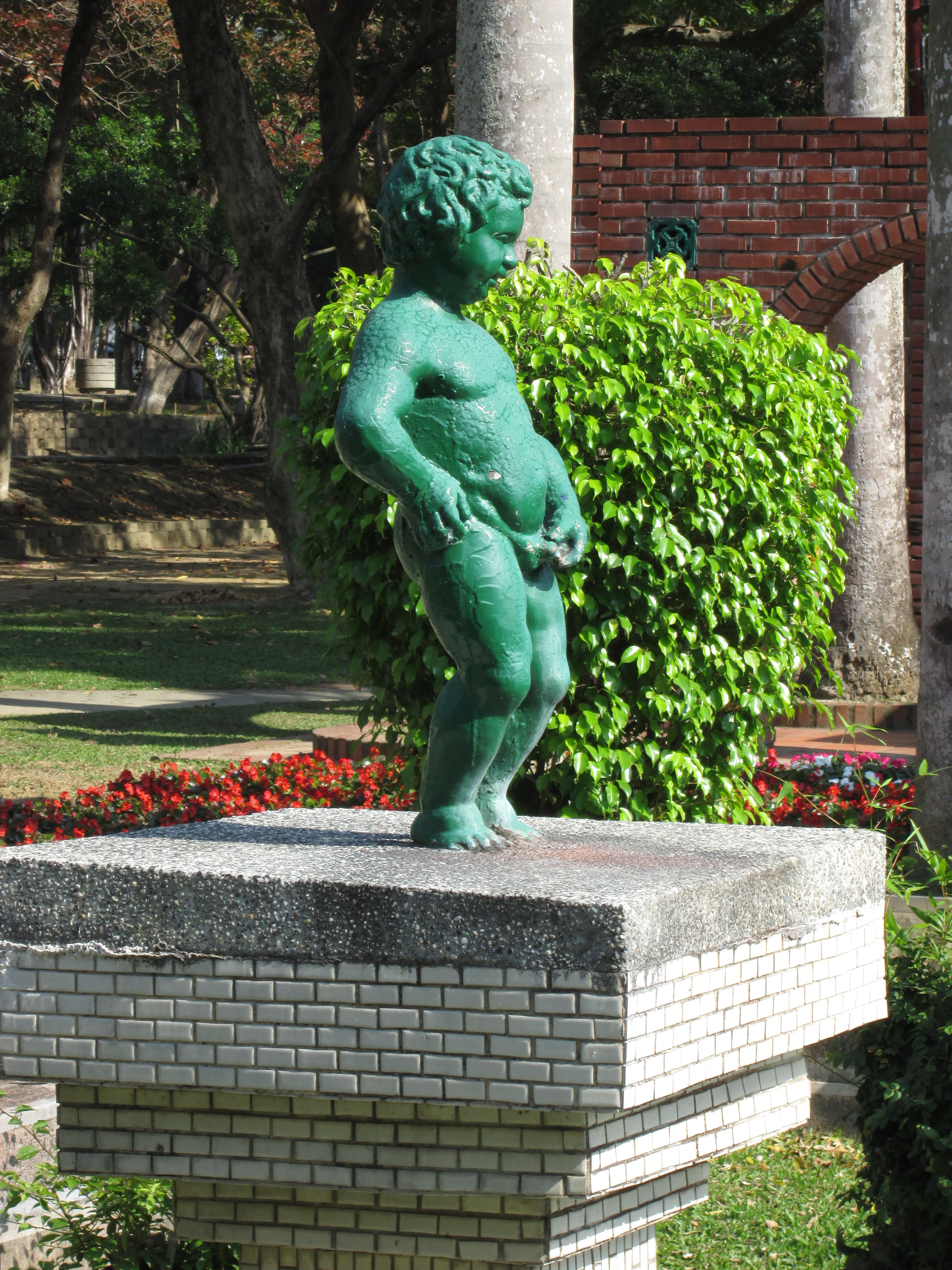
嘉義公園尿尿小童除漆前

1986年，該尿尿小童因噴水阻塞導致焊接處撐裂開，由時任雲林工專教職的張天津帶人修復。2004年，尿尿小童已不再噴水、池已乾涸、磁磚破損，引起議員曾麗吟質疑。2017年，又因缺水而停止噴水。
據1939年時的照片，當時外表是沒有上漆的古銅色，後才轉成青銅色，之後先被上白漆，再來又塗成綠色。2021年11月9日，議員陳家平在市議會建議應該要恢復原色。2022年初，市府委託雲林科技大學文資維護系修復修復專家Turner Walker、張志鵬來移除八層的塗層，恢復原貌，並由市長黃敏惠在該年7月5日前來視察。